# Eduard Koblmüller
Eduard „Edi“ Koblmüller (* 10. April 1946 in Linz; † April 2015 am Kasbek, Georgien) war ein österreichischer Bergsteiger.

## Leben
Koblmüller studierte an der Universität für Bodenkultur Wien und war diplomierter Forstwirt.
1978 gründete er, unterstützt von seiner Frau Elisabeth, in Linz die Alpinschule Bergspechte und „schmiss dafür den pragmatisierten Beamtenjob Regierungsforstoberkommissär bei der OÖ. Landesregierung hin“, wo er in der Abteilung Landwirtschaft und Forstwesen Umweltagenden betreute, als es noch keine eigene Umweltabteilung gab.
1991 wurde er in den Pyrenäen von einer Lawine in die Tiefe gerissen, von seinen Begleitern gerettet, trug jedoch eine Knieverletzung mit Dauerfolgen davon. 2005 wurde er in den Abruzzen von einer Lawine vollständig verschüttet, wurde von Freunden geortet und ausgegraben. Hierbei blieb er unverletzt.
Koblmüllers älterer Sohn Michael starb 24-jährig 1999 bei einer Bergtour am 7266 m hohen Diran durch eine Lawine. 2003 verunglückte seine Frau 56-jährig bei einer Übung an der Kletterwand des Alpinzentrums Rudolfshütte in Uttendorf (Pinzgau) tödlich. Beide waren geprüfte Bergführer, so wie auch der jüngere Sohn Reinhard.
Koblmüller nahm seit 1968 an Expeditionen in den Anden, im Hindukusch, im Karakorum und am Himalaya teil, dabei gelangen wichtige Erstbesteigungen und Erstbegehungen. Sein wichtigster Erfolg war 1978 die Erstbegehung der Südostwand des 8201 Meter hohen Cho Oyu zusammen mit Alois Furtner, die Besteigung erfolgte vollständig im Alpinstil. Er galt als einer der erfolgreichsten österreichischen Expeditionsbergsteiger.
Im Sommer 2014 verkaufte er seine Anteile an den Bergspechten an eine in derselben Branche tätige deutsche Firma, blieb jedoch als Berater tätig.
Koblmüller führte eine insgesamt neunköpfige Gruppe bei einer Skiexpedition mit Aufbruch am 10. April 2015 auf den 5047 m hohen Kasbek im Kaukasus. Als während einer Marschetappe ein Schneesturm aufzog, konnten sich sieben der überwiegend österreichischen Gruppenmitglieder in eine Schutzhütte flüchten und blieben wohlauf. Der Bergführer unterstützte eine 59-jährige Österreicherin, dabei gerieten beide in den Blizzard. Erst am Nachmittag des 16. April 2015 wurden sie erfroren aufgefunden. Ihre Leichen wurden dann mit einem Hubschrauber aus 4700 m Höhe geborgen.

## Alpinistische Leistungen (Auszug)
- K6 (7282 m) 1970, Erstbesteigung, Karakorum mit Gerhard Haberl, Christian von der Hecken und Gerd Pressl
- Cho Oyu (8201 m) 1978, Erstbegehung Südostwand im Alpinstil
- Nanga Parbat (8125 m) 1983, Rupalflanke in Zweierseilschaft
- Batura I (7785 m) 1983, Erstbegehung der Südwand, Karakorum
- Diran (7266 m) 1985, Erstbegehung Nordpfeiler, Karakorum
- Rakaposhi Ost (7010 m) 1985, Erstbegehung Nordpfeiler, Karakorum
- K2 (8611 m) 1989, Versuch einer neuen Route in der Ostwand, bis 7200 m
- Dhaulagiri (8167 m) 1996, zusammen mit Sohn Michael Koblmüller am Gipfel
- Muztagata (7546 m) 1997, Skibesteigung, Kun Lun-Gebirge, China
- Shisha Pangma (8013 m) 1998
- Broad Peak (8047 m) 1999, mit Sohn Reinhard Koblmüller am Gipfel
- Pik Lenin (7134 m) 2002, Pamir, Kirgisien